# Carotte de Saint-Valery
La carotte de Saint-Valery connue aussi sous le nom de carotte d'Amiens ou carotte de Boulogne, est une espèce de carotte cultivée dans les terres sablonneuses de Picardie maritime.

## Historique
Cette carotte serait originaire de Saint-Valery-sur-Somme, en Picardie, et a été répertoriée vers 1871. Cette variété fut présentée dans l’ouvrage de Vilmorin-Andrieux, Les Plantes potagères (1883). Selon certains historiens, elle serait issue de la variété Long Surey, appelée également New Red Intermediate et Chersey mentionnée en 1821.

## Caractéristiques
La carotte de Saint-Valery est une carotte de transition entre les carottes semi-longues et longues. Elle possède une racine très droite et lisse, sa forme est régulière, sa chair orangée est tendre et épaisse. Destinée à la production de saison, elle est très productive. Cette variété est appréciée pour sa production importante de racines longues, sa saveur sucrée et sa rusticité. Sa longueur est de 25 à 30 cm et son diamètre est de 6 à 7 cm au collet.  
La période de semis s’étend de mars à juillet puis de septembre à novembre, pour une récolte de juillet à novembre puis en mai.